# Masamitsu Ichiguchi
Masamitsu Ichiguchi (japonès: 市口政光)  (Osaka, 12 de gener de 1940) és un ex-lluitador japonès, especialista en lluita grecoromana, que va competir durant les dècades de 1950 i 1960.
El 1960 va prendre part en els Jocs Olímpics de Roma, on fou setè en la prova del pes gall del programa de lluita grecoromana. Quatre anys més tard, als Jocs de Tòquio guanyà la medalla d'or en la mateixa competició del programa de lluita grecoromana. En el seu palmarès també destaquen una medalla d'or al Campionat del món de lluita i una altra als Jocs Asiàtics, ambdues el 1962.